# ترايفون بروميل
ترايفون بروميل (مواليد 10 يوليو 1995) هو عداء أمريكي، حصل على الميدالية البرونزية في سباق 100 متر في بطولة العالم لألعاب القوى 2015 و2022.